# A Storm to Come
A Storm to Come es el primer álbum de la banda de a cappella y  Heavy metal music alemana Van Canto, lanzado en 2006. El diseño de la portada del álbum fue llevado a cabo por Mattias Noren.
La canción "The Mission" fue lanzada como sencillo y con un video musical; la banda, sin embargo, recibió más atención por la canción cover de Metallica "Battery."

## Lista de canciones[1]
| N.º | Título                                                                 | Duración |  |
| 1.  | «Stora Rövardansen (Creada para la película Ronia la hija del ladrón)» | 1:33     |  |
| 2.  | «King»                                                                 | 3:44     |  |
| 3.  | «The Mission»                                                          | 4:18     |  |
| 4.  | «Lifetime»                                                             | 4:49     |  |
| 5.  | «Rain»                                                                 | 4:03     |  |
| 6.  | «She's Alive»                                                          | 4:12     |  |
| 7.  | «I Stand Alone»                                                        | 4:44     |  |
| 8.  | «Starlight»                                                            | 4:40     |  |
| 9.  | «Battery (Cover de Metallica)»                                         | 5:13     |  |

## Créditos
- Dennis Schunke (Sly) – Vocalista
- Inga Scharf – Vocalista (efectos)
- Stefan Schmidt – Voces "rakkatakka" bajas, voces wahwah para los solos de guitarra
- Ross Thompson – Voces "rakkatakka" altas
- Ingo Sterzinger (Ike) – Voces "dandan" bajas
- Dennis Strillinger – Batería